# Drávasztára, Baranya
Drávasztára (în croată Starin) este un sat în districtul Sellye, județul Baranya, Ungaria, având o populație de 439 de locuitori (2011).

## Demografie
Componența etnică a satului Drávasztára
     Maghiari (61,96%)
     Croați (35,14%)
     Romi (2,36%)
     Germani (0,54%)
Componența confesională a satului Drávasztára
     Romano-catolici (69,93%)
     Fără religie (7,06%)
     Reformați (3,87%)
     Necunoscută (19,13%)
Conform recensământului din 2011, satul Drávasztára avea 439 de locuitori. Din punct de vedere etnic, majoritatea locuitorilor (61,96%) erau maghiari, existând și minorități de croați (35,14%) și romi (2,36%).  Din punct de vedere confesional, majoritatea locuitorilor (69,93%) erau romano-catolici, existând și minorități de persoane fără religie (7,06%) și reformați (3,87%). Pentru 19,13% din locuitori nu este cunoscută apartenența confesională.